# 吴在德
吴在德（1927年—），浙江杭州人，中国著名医学家、外科医生、教育学家，现任武汉医学会会长。

## 主要经历
- 1955 年毕业于原中南同济医学院,并留在附属同济医院工作至今；
- 1984年到1992年任同济医科大学校长。[1]
- 2007年获德中医学协会宝隆奖章。